# Língua kuhane
A Língua Kuhane é uma língua bantu falada na África Austral. Também conhecida como Ikuhane, Subia ou Subiya, é falada pelo povo Subia Ikuhane na Namíbia, Botsuana e Zâmbia. Kuhane é uma língua bantu falada principalmente no nordeste da Namíbia, mas também em Botsuana e Zâmbia. Há cerca de 34.000 falantes de Kuhane na Namíbia, 7.900 em Botsuana e 2.900 na Zâmbia. 
A maioria dos falantes de Kuhane pode ser encontrada na região do rio Zambeze, no nordeste da Namíbia. Eles também são encontrados na região de Chobe, no nordeste de Botsuana, e no sul da Província Ocidental da Zâmbia. 

## Nomes
Kuhane também é conhecido como Ikuhane, Subia ou Subiya, e os falantes da língua o chamam de Chikuhane ou Chisubia, e eles próprios de Baikuhane e Basubia.

## História
A língua é chamada de Chikuhane pelos falantes nativos e recebe o nome do segundo rei Subia conhecido, Ikuhane, que reinou de 1575 a 1600. Sob sua liderança, o povo migrou para o sul e se estabeleceu ao longo do Rio Cuando, que também é chamado de Rio Ikuhane em sua homenagem. Uma única pessoa Ikuhane é chamada de Muikuhane, enquanto muitas pessoas Ikuhane são chamadas de Baikuhane. O prefixo Mu- é singular e o prefixo Ba- é plural. No entanto, os Baikuhane são popularmente conhecidos hoje como povo Subia. 
O exônimo]] Subia veio de povos vizinhos sendo derivado da palavra 'subila', que significa claro em referência à sua pele clara. Uma única pessoa Subia é chamada de Musubia, enquanto muitas pessoas Subia são chamadas de Basubia ou também Masubia. A língua é chamada Chisubia.

## Escrita
Kuhne é escrito com o alfabeto latino e há uma tradução do Novo Testamento em Kuhane. 

## Fonologia

### Consonantes
|                   |             | Bilabial          | Bilabial | Bilabial    | Labio- dental | Labio- dental | Alveolar | Alveolar    | Post-alv./ Palatal | Post-alv./ Palatal | Post-alv./ Palatal | Velar | Velar       | Glotal     | Glotal | Glotal |
| plana             | labializada | palatizada]small> | plana    | labializada | plana         | labializada   | plana    | labializada | palatizada         | plana              | labializada        | plana | labializada | palatizada |        |        |
| ----------------- | ----------- | ----------------- | -------- | ----------- | ------------- | ------------- | -------- | ----------- | ------------------ | ------------------ | ------------------ | ----- | ----------- | ---------- | ------ | ------ |
| Nasal             | Nasal       | m                 | mʷ       | mʲ          | ɱ)            |               | n        | nʷ          | ɲ                  |                    |                    | ŋ     |             |            |        |        |
| Plosiva/ Africada | surda       | p                 | pʷ       |             |               |               | t        | tʷ          | t͡ʃ                 |                    |                    | k     | kʷ          |            |        |        |
| Plosiva/ Africada | sonora      | b                 | bʷ       |             |               |               | d        | dʷ          | d͡ʒ                 | d͡ʒʷ                |                    | ɡ     | ɡʷ          |            |        |        |
| Fricativa         | surda       |                   |          |             | f             | fʷ            | s        | sʷ          | ʃ                  |                    |                    |       |             | h          | hʷ     | hʲ     |
| Fricativa         | sonora      | β                 | βʷ       | βʲ          | v             | vʷ            | z        | zʷ          |                    |                    |                    |       |             |            |        |        |
| Aproximante       | Aproximante |                   |          |             |               |               |          | lʷ          | j                  |                    |                    |       | w           |            |        |        |
| Vibrante          | Vibrante    |                   |          |             |               |               |          |             | ɭ̆                  | ɭ̆ʷ                 | ɭ̆ʲ                 |       |             |            |        |        |

- Sons oclusivos e fricativos pré-nasais também estão presentes, quando os sons oclusivos e fricativos são precedidos por consoantes nasais.
- /t, tʷ/ também pode ser ouvido como dental [t̪, t̪ʷ] em variação livre.
- /m/ é ouvido como [ɱ] quando precede uma fricativa labiodental /f, v/ em compostos nasais.
- /ɭ̆ʷ/ também pode ser ouvido como alveolar [lʷ] em variação livre..[1]

### Vogais
|          | Anterior | Central | Posterior |
| -------- | -------- | ------- | --------- |
| Fechada  | i        |         | u         |
| Medial   | ɛ        |         | ɔ         |
| Aberta]] |          | a       |           |

|
|}

## Amostra de texto 1
Chisubia
Kakuli Ileza ava saki ahulu inkanda, mane avahi Mwanakwe yenke, ili kuti yense yo zumina Kwakwe keta afwe kono kave nivuhalo vusamani. Johani 3:16
ortuguês
Porque Deus amou o mundo de tal maneira que deu o seu Filho unigênito, para que todo aquele que nele crê não pereça, mas tenha a vida eterna. João 3:16

## Amostra de texto 2
2.	Ako'koo, Yesus bakato ka ne' ido', "Waktu kau bado'a, bado'alah angayo nyian: 'Bapo', dikudusotnlah dama-Ngu. Atoknglah karajaan-Ngu.
3.	Bare'otnlah ka kami makanan nang sacukupe satiap ari,
4.	lalu ampuni'lah doso-doso kami sabab kamisandiri ugo' ngampuni' satiap urokbg nang basaloh ka kami. Lalu, amelah nabanan kami 
Português
2. E disse-lhes: Quando orardes, dizei: Pai nosso, que estás nos céus, santificado seja o teu nome; venha o teu reino; seja feita a tua vontade, assim na terra como no céu. 
3. O pão nosso de cada dia nos dá cada dia. 
4. E perdoa-nos os nossos pecados, pois também nós perdoamos a todo aquele que nos deve. E não nos deixes cair em tentação, mas livra-nos do mal.